# Synagoge (Gosselming)

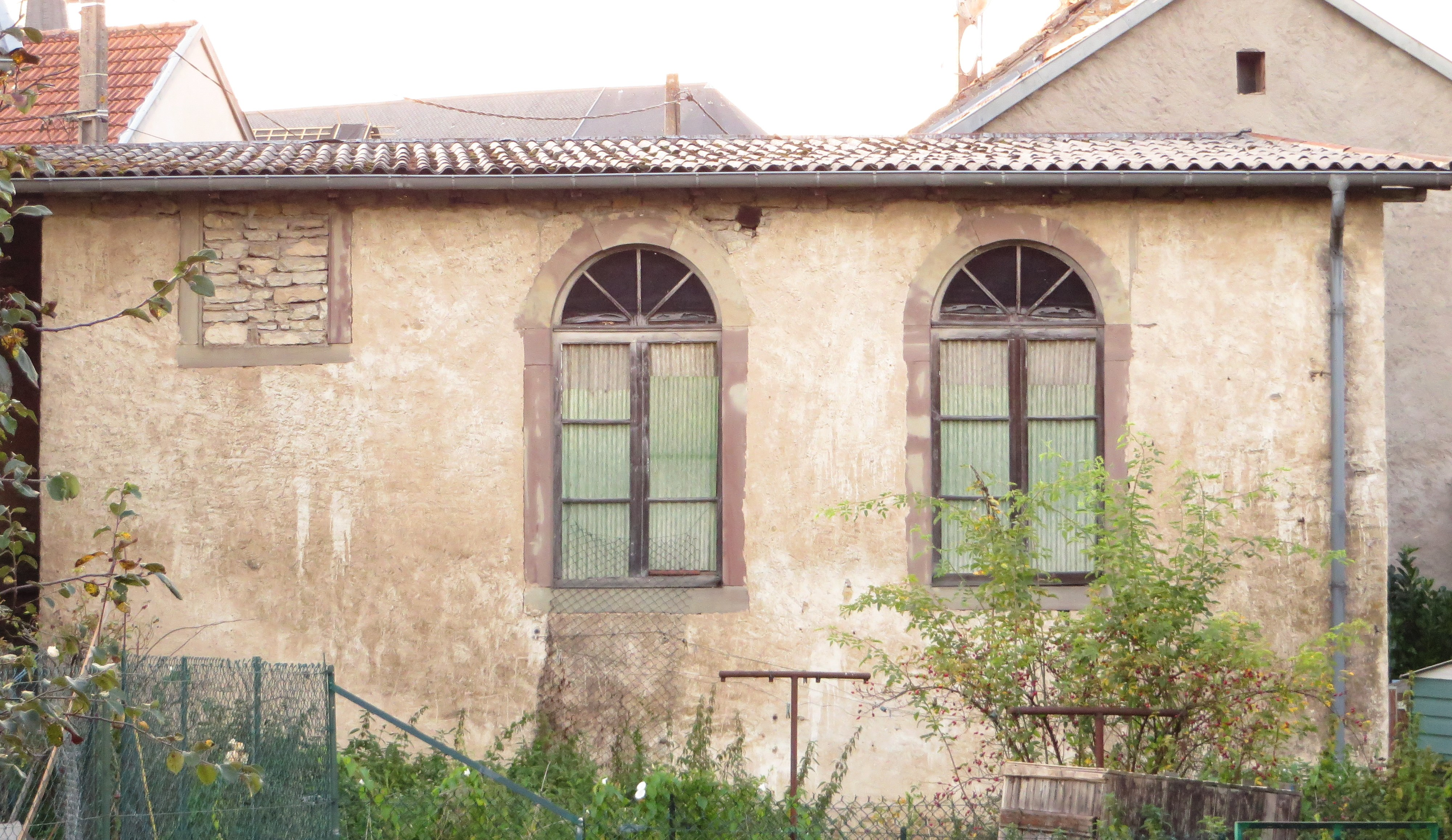
Synagoge in Gosselming

Die Synagoge in Gosselming, einer Gemeinde im Département Moselle in der französischen Region Lothringen, wurde 1802 errichtet. Die profanierte Synagoge befindet sich in der Rue des Lauriers.
Die Synagoge wurde von der sich auflösenden jüdischen Gemeinde bereits vor 1914 verkauft.